# Demir Kapija
Demir Kapija (makedonska: Демир Капија [ˌdɛmir ˈkapija] lyssna (fil)) är en mindre stad i kommunen Demir Kapija i södra Nordmakedonien. Staden ligger vid bergspasset Demir Kapija. Demir Kapija hade 2 643 invånare vid folkräkningen år 2021.
Bergspasset Demir Kapija, som omsluter floden Vardar, har historiskt utgjort en viktig transportled mellan Centraleuropa och slättlandskapet vid Egeiska havet. Området kring Demir Kapija är ett av Europas rovfågelrikaste fågelreservat med flera sällsynta arter såsom gåsgam, smutsgam, kungsörn, ormörn, örnvråk, pilgrimsfalk och rödfalk. I området finns även flera sällsynta växtarter och en stor artrikedom av fladdermöss.
Av invånarna i Demir Kapija är 97,87 % makedonier och 0,77 % serber (2021).